# Coupe CECAFA des clubs 1999
Navigation
Édition 1997 Édition 2000
La Coupe Kagame inter-club 1999 est la vingt-cinquième édition de la Coupe Kagame inter-club, une compétition organisée par la CECAFA (Conseil des Associations de Football d'Afrique de l'Est et Centrale) et qui regroupe les clubs d'Afrique de l'Est s'étant illustré dans leur championnat national. 
Cette édition regroupe onze formations réparties en quatre poules. Les deux premiers de chaque poule se qualifient pour la phase finale, jouée en matchs à élimination directe.
C'est le club tanzanien des Young Africans FC qui remporte le trophée, après avoir battu en finale les Ougandais du Villa SC. C'est le troisième titre de l'histoire du club dans la compétition. 
L'Ouganda, pays hôte de la compétition et le Rwanda, nation du tenant du titre, ont le droit d'engager deux clubs alors que l'ensemble des autres membres de la CECAFA aligne un représentant. Djibouti n'engage pas d'équipe lors de cette édition alors que le représentant érythréen, Red Sea FC, déclare forfait juste avant le début de la compétition.

## Équipes participantes
- Rayon Sports - Champion du Rwanda 1998 et tenant du titre
- Kiyovu Sports - Vice-champion du Rwanda 1998
- Villa SC - Champion d'Ouganda 1998
- Express FC - Vice-champion d'Ouganda 1998
- Young Africans FC - Vice-champion de Tanzanie 1998
- AFC Leopards - Champion de Kenya 1998
- Vital'O FC - Champion du Burundi 1998
- Ports Football Club - Champion de Somalie 1998
- KMKM FC - Vice-champion de Zanzibar 1998
- Al Hilal Omdurman - Champion du Soudan 1998
- Red Sea FC - Champion d'Érythrée 1998 - Forfait
- Mebrat Haile - Champion d'Éthiopie 1997-1998

## Compétition

### Premier tour
Groupe A :
| Rang | Équipe     | Pts | J | G | N | P | Bp | Bc | Diff |  | Résultats (▼ dom., ► ext.) |  |     |     |
| ---- | ---------- | --- | - | - | - | - | -- | -- | ---- |  | -------------------------- |  | --- | --- |
| 1    | Villa SC   | 6   | 2 | 2 | 0 | 0 | 8  | 0  | +8   |  | Villa SC                   |  | 3-0 | 5-0 |
| 2    | Vital'O FC | 3   | 2 | 1 | 0 | 1 | 1  | 3  | -2   |  | Vital'O FC                 |  |     | 1-0 |
| 3    | KMKM FC    | 0   | 2 | 0 | 0 | 2 | 0  | 6  | -6   |  | KMKM FC                    |  |     |     |

Groupe B :
| Rang | Équipe        | Pts | J | G | N | P | Bp | Bc | Diff |  | Résultats (▼ dom., ► ext.) |  |     |     |
| ---- | ------------- | --- | - | - | - | - | -- | -- | ---- |  | -------------------------- |  | --- | --- |
| 1    | Kiyovu Sports | 4   | 2 | 1 | 1 | 0 | 2  | 1  | +1   |  | Kiyovu Sports              |  | 1-1 | 1-0 |
| 2    | Mebrat Haile  | 2   | 2 | 0 | 2 | 0 | 2  | 2  | 0    |  | Mebrat Haile               |  |     | 1-1 |
| 3    | AFC Leopards  | 1   | 2 | 0 | 1 | 1 | 1  | 2  | -1   |  | AFC Leopards               |  |     |     |

Groupe C :
| Rang | Équipe              | Pts | J | G | N | P | Bp | Bc | Diff |  | Résultats (▼ dom., ► ext.) |  |     |     |
| ---- | ------------------- | --- | - | - | - | - | -- | -- | ---- |  | -------------------------- |  | --- | --- |
| 1    | Al Hilal Omdurman   | 6   | 2 | 2 | 0 | 0 | 5  | 0  | +5   |  | Al Hilal Omdurman          |  | 1-0 | 4-0 |
| 2    | Express FC          | 3   | 2 | 1 | 0 | 1 | 6  | 3  | +3   |  | Express FC                 |  |     | 6-2 |
| 3    | Ports Football Club | 0   | 2 | 0 | 0 | 2 | 2  | 10 | -8   |  | Ports Football Club        |  |     |     |

Groupe D :
| Rang | Équipe            | Pts     | J       | G       | N       | P       | Bp      | Bc      | Diff    |  | Résultats (▼ dom., ► ext.) |     |     |
| ---- | ----------------- | ------- | ------- | ------- | ------- | ------- | ------- | ------- | ------- |  | -------------------------- | --- | --- |
| 1    | Rayon Sports      | 3       | 2       | 1       | 0       | 1       | 3       | 3       | 0       |  | Rayon Sports               |     | 3-0 |
| 2    | Young Africans FC | 3       | 2       | 1       | 0       | 1       | 3       | 3       | 0       |  | Young Africans FC          | 3-0 |     |
| 3    | Red Sea FC        | Forfait | Forfait | Forfait | Forfait | Forfait | Forfait | Forfait | Forfait |  |                            |     |     |

- Rayon Sports est désigné premier du groupe à la faveur d'un tirage au sort.

### Phase finale
|  | Quarts de finale  | Quarts de finale  | Quarts de finale      | Quarts de finale      |            |            | Demi-finales | Demi-finales | Demi-finales                  | Demi-finales                  |                               |                               | Finale | Finale | Finale | Finale |
|  |                   |                   |                       |                       |            |            |              |              |                               |                               |                               |                               |        |        |        |        |
|  |                   |                   |                       |                       |            |            |              |              |                               |                               |                               |                               |        |        |        |        |
|  |                   |                   |                       |                       |            |            |              |              |                               |                               |                               |                               |        |        |        |        |
|  | Villa SC          | Villa SC          | 4                     | 4                     |            |            |              |              |                               |                               |                               |                               |        |        |        |        |
|  | Villa SC          | Villa SC          | 4                     | 4                     |            |            |              |              |                               |                               |                               |                               |        |        |        |        |
|  | Mebrat Haile      | Mebrat Haile      | 1                     | 1                     |            |            |              |              |                               |                               |                               |                               |        |        |        |        |
|  | Mebrat Haile      | Mebrat Haile      | 1                     | 1                     | Villa SC   | Villa SC   | 2            | 2            |                               |                               |                               |                               |        |        |        |        |
|  |                   |                   |                       |                       | Villa SC   | Villa SC   | 2            | 2            |                               |                               |                               |                               |        |        |        |        |
|  |                   |                   | Rayon Sports          | Rayon Sports          | 4          | 4          |              |              |                               |                               |                               |                               |        |        |        |        |
|  | Rayon Sports      | Rayon Sports      | Rayon Sports          | Rayon Sports          | 4          | 4          | 2            | 2            |                               |                               |                               |                               |        |        |        |        |
|  | Rayon Sports      | Rayon Sports      |                       |                       |            |            |              | 2            |                               |                               |                               |                               |        |        |        |        |
|  | Express FC        | Express FC        | 1                     | 1                     |            |            |              |              |                               |                               |                               |                               |        |        |        |        |
|  | Express FC        | Express FC        | 1                     | 1                     | Villa SC   | Villa SC   | 1 (1)        | 1 (1)        |                               |                               |                               |                               |        |        |        |        |
|  |                   |                   |                       |                       | Villa SC   | Villa SC   | 1 (1)        | 1 (1)        |                               |                               |                               |                               |        |        |        |        |
|  |                   |                   | Young Africans FC tab | Young Africans FC tab | 1 (4)      | 1 (4)      |              |              |                               |                               |                               |                               |        |        |        |        |
|  | Kiyovu Sports     | Kiyovu Sports     | Young Africans FC tab | Young Africans FC tab | 1 (4)      | 1 (4)      | 1            | 1            |                               |                               |                               |                               |        |        |        |        |
|  | Kiyovu Sports     | Kiyovu Sports     |                       |                       |            |            |              |              |                               |                               |                               |                               |        |        |        |        |
|  | Vital'O FC        | Vital'O FC        | 2                     | 2                     |            |            |              |              |                               |                               |                               |                               |        |        |        |        |
|  | Vital'O FC        | Vital'O FC        | 2                     | 2                     | Vital'O FC | Vital'O FC | 2            | 2            | Match pour la troisième place | Match pour la troisième place | Match pour la troisième place | Match pour la troisième place |        |        |        |        |
|  |                   |                   |                       |                       | Vital'O FC | Vital'O FC | 2            | 2            | Match pour la troisième place | Match pour la troisième place | Match pour la troisième place | Match pour la troisième place |        |        |        |        |
|  |                   |                   | Young Africans FC     | Young Africans FC     | 3          | 3          |              |              |                               |                               |                               |                               |        |        |        |        |
|  | Al Hilal Omdurman | Al Hilal Omdurman | Young Africans FC     | Young Africans FC     | 3          | 3          | 1            | 1            |                               |                               |                               |                               |        |        |        |        |
|  | Al Hilal Omdurman | Al Hilal Omdurman |                       |                       |            |            |              | 1            |                               |                               | Rayon Sports                  | Rayon Sports                  | 4      | 4      |        |        |
|  | Young Africans FC | Young Africans FC | 2                     | 2                     |            |            |              |              |                               |                               | Rayon Sports                  | Rayon Sports                  | 4      | 4      |        |        |
|  | Young Africans FC | Young Africans FC | 2                     | 2                     | Vital'O FC | Vital'O FC | 2            | 2            |                               |                               |                               |                               |        |        |        |        |
|  |                   |                   |                       |                       |            |            |              |              |                               |                               |                               |                               |        |        |        |        |

### Finale
| 16 janvier 1999 | Young Africans FC | 1 - 1 | Villa SC  | Stade Nakivubo, Kampala |                      |
|                 | Lunyamila 42e     |       | 7e Mubiru | Spectateurs : 25 000    | Spectateurs : 25 000 |
|                 | Tirs au but 4-1   |       |           | Spectateurs : 25 000    | Spectateurs : 25 000 |

| Coupe Kagame inter-clubs Young Africans FC 3e titre |